# Colton Cowell
Colton Mark Cowell (* 4. März 1997 in Makawao) ist ein US-amerikanischer Volleyballspieler.

## Karriere
Cowell begann seine Karriere an der King Kekaulike High School in Pukalani. Von 2016 bis 2021 studierte er an der University of Hawaiʻi at Mānoa und spielte in der Universitätsmannschaft. Danach war er von Januar bis März beim indischen Verein Kochi Blue Spikers aktiv. Zur Saison 2022/23 wurde der Außenangreifer vom deutschen Bundesligisten SVG Lüneburg verpflichtet.